# Michael O'Leary
Michael O'Leary (* 20. března 1961 Mullingar) je irský podnikatel, CEO společnosti Ryanair. Patří k nejbohatším lidem v Irsku.